# Michael Bowen
Michael Bowen (Gladewater, 21 de junho de 1957) é um ator estadunidense. Filmes em que ele apareceu, incluem Jackie Brown, Magnólia e Less than Zero. Bowen também teve um papel recorrente como Danny Pickett na série de televisão Lost.

## Filmografia
- Valley Girl (1983)
- Night of the Comet (1984)
- The Wild Life (1984)
- Férias do Barulho) (1985)
- Iron Eagle (1986)
- Less Than Zero (1987)
- The Ryan White Story (1989)
- O Poderoso Chefão: Parte III (1990)
- Love and a .45 (1994) - Ranger X
- Um Tira da Pesada III (1994) - Fletch
- Real Ghosts (1995) - Bobby Mackey
- Jackie Brown (1997) - Mark Dargas
- Magnolia (1999) - Rick Spector
- Kill Bill Volume 1 (2003) - Buck
- Com as Próprias Mãos (2004) - Sheriff
- Autopsy (2008) - Travis
- Deadgirl (2008) - Clint
- Cabin Fever 2: Spring Fever (2009) - Principal Sinclair
- Django Unchained (2012)